# آسووالجا، بخش لانی-ویرو
آسووالجا، بخش لانی-ویرو (به لاتین: Aasuvälja, Lääne-Viru County) یک روستا در استونی با جمعیت ۲۱ نفر است که در دهستان راگاوره واقع شده‌است.